# Sobhuza II de Essuatíni
Ngwenyama Sobhuza II (22 de julho de 1899 — 21 de agosto de 1982) foi Chefe Supremo e depois o primeiro Rei de Essuatíni.

## Infância e adolescência
Era filho de Bhunu, também chamado Chefe Ngwane V, e Lomawa Ndwandwe e, quando nasceu, tinha recebido o nome de Nkhotfotjeni. Após a morte do pai, quando tinha apenas alguns meses de vida, devido ao período de luto, ele foi separado da mãe e ficou aos cuidados da avó, Labotsibeni, por cerca de um ano. Mais tarde, quando estava em idade escolar, sua avó mandou construir a escola Zombodze Primary School, a primeira escola pública do país, especialmente para ele. Em 1916, Sobhuza foi para a cidade de Lovedale, para frequentar o Ensino Médio.

## Ascensão
A dinastia de Sobhuza II (cognominado I'Ingwenyama, isto é, o Leão), remonta ao século XV.
O Chefe Ngwane V, seu pai, morreu em 10 de dezembro de 1899, sendo sucedido por Sobhuza, que contava apenas com quatro meses de idade. Sua avó, Labotsibeni Gwamile Mdluli, tornou-se regente, função que ocupou até 22 de dezembro de 1921, quando Sobhuza II assumiu pessoalmente o governo de Essuatíni.
Seu reinado de mais de 82 anos (incluído o período de regência) faz dele o monarca que, comprovadamente, reinou por mais tempo em toda a história (há indícios de que o faraó Pepi II, da Sexta Dinastia, tenha reinado por mais tempo, no Egito Antigo, porém não há dados que permitam calcular com precisão seu tempo de reinado).

## Governo
Durante os 60 anos de seu reinado pessoal (1921-82), Essuatíni tornou-se independente do Reino Unido, em 6 de setembro de 1968, quando o governo tribal existente deu lugar a uma monarquia parlamentar, nos moldes da antiga metrópole.
Essa forma de organização política, no entanto, não perdurou por muito tempo. Em 2 de abril de 1973, o rei deu um golpe de estado, revogando a Constituição, dissolvendo o Parlamento e proibindo os partidos políticos, tornando-se um monarca absoluto.[carece de fontes?]
Após anos de protestos, o rei resolveu aceitar a promulgação de uma nova Constituição, em 1978. Criou-se então um Parlamento, mas com poderes limitados. Os partidos políticos permaneceram na ilegalidade.

## Poligamia
O rei manteve a prática da poligamia tribal. De acordo com a Swaziland National Trust Commission, o rei casou 70 vezes e teve 210 filhos (trinta morreram na infância), entre 1920 e 1970, o que corresponde a uma média de 3 filhos por mulher. Já o Economic Times reporta que ele teve 125 esposas.
Cerca de uma centena de filhos seus estavam vivos em julho de 2000.

## Sucessão
Com a morte de Sobhuza, em 1982, assumiu o trono seu filho adolescente, de nome de nascença  Makhosetive, que seria coroado em 1986, com o nome de Mswati III, após um período de regências das rainhas Dzeliwe e Ntfombi.[carece de fontes?]

## Curiosidades
- Em 1968, em Lobamba, foi criado o Parque Memorial Rei Sobhuza II.[6]
- Foto do Rei em 1972, durante um discurso público.